# فيديريكو بيزارو (كرة يد)
فيديريكو بيزارو (بالإسبانية: Federico Pizarro) مواليد 7 سبتمبر 1986 في بوينس آيرس، هو لاعب كرة يد أرجنتيني يلعب كجناح أيمن. مثل منتخب الأرجنتين لكرة اليد. شارك في دورة الألعاب الأولمبية الصيفية سنة 2012. حقق المركز الأول في دورة الألعاب الأمريكية 2011.

## سجل المنافسة
شارك في البطولات التالية:
- بطولة العالم لكرة اليد للرجال 2015
- الألعاب الأولمبية الصيفية 2012
- الألعاب الأولمبية الصيفية 2016

## الميداليات
| الميدالية | المسابقة                    |
| --------- | --------------------------- |
| ذهبية     | دورة الألعاب الأمريكية 2011 |
| فضية      | دورة الألعاب الأمريكية 2007 |
| فضية      | دورة الألعاب الأمريكية 2015 |

## روابط خارجية
- فيديريكو بيزارو على موقع الاتحاد الدولي لكرة اليد (الإنجليزية)
- فيديريكو بيزارو على موقع اللجنة الأولمبية الدولية (الإنجليزية)
- فيديريكو بيزارو على موقع أوليمبيديا (الإنجليزية)
- فيديريكو بيزارو على موقع اللجنة الأولمبية الأرجنتينية (الإسبانية)
- فيديريكو بيزارو على موقع اللجنة الأولمبية الأرجنتينية (الإسبانية)